# Rezan Corlu
Rezan Corlu, född 7 augusti 1997 i Glostrup, Danmark, är en dansk fotbollsspelare (mittfältare) som spelar för Kristiansund BK.
Rezan Corlu är av kurdisk härkomst och kommer ursprungligen från Kuşça.

## Karriär
Vid 18 års ålder flyttades Corlu upp från Brøndby IF U19-lag till A-lagets trupp den 1 juli 2015.
Dagen efter, den 2 juli 2015, debuterade han första gången för Brøndby IF när laget mötte A.C. Juvenes/Dogana i UEFA Europa League-kvalifikationen. Han inledde matchen i bänken, men ersatte Lebogang Phiri i den 63:e minuten. Corlu satte det 8:e målet i 9–0 segern mot A.C. Juvenes/Dogana, i den 66:e minuten.
I den danska Superligaen debuterade han för första gången mot Odense BK den 26 juli 2015, där han ersatte Andrew Hjulsager i den 67:e minuten. Matchen resultera 1–2 förlust för Brøndby IF. I augusti 2015 skadade Corlu ligamentet i knäet som höll ut honom från matcher resten av säsongen när laget mötte FC Köpenhamn.
Den 1 augusti 2017 skrev Corlu på för den italienska klubben AS Roma. Den 5 juli 2018 lånades han ut till Lyngby BK på ett ettårigt låneavtal. Den 21 juni 2019 återvände Corlu till Brøndby IF, där han skrev på ett treårskontrakt och direkt lånades ut på nytt till Lyngby BK. I januari 2020 förlängdes Corlus kontrakt i Brøndby fram till sommaren 2023. Den 31 augusti 2021 återvände han till Lyngby BK och skrev på ett treårskontrakt.
Den 19 februari 2025 värvades Corlu av norska Eliteserien-klubben Kristiansund BK, där han skrev på ett tvåårskontrakt.